# Amahl Pellegrino
Amahl Pellegrino (* 18. Juni 1990 in Drammen) ist ein norwegischer Fußballspieler, der in der Major League Soccer für die San José Earthquakes spielt.

## Karriere
Zur Saison 2012 wechselte er vom Drammen FK zum Bærum SK, wo er für den Klub in 2½ Jahren mehrere Zweitligaeinsätze ablieferte. Im August 2014 wechselt er anschließend zum Lillestrøm SK, für welche er über die Laufzeit von einem weiteren Jahr erstmals auch in der ersten Liga aktiv war. Anschließend daran folgte im August 2015 nun sein Wechsel zu Mjøndalen IF. Mit diesen stieg er aber wieder in die zweite Liga ab und scheiterte zwei Mal in der Relegation am Wiederaufstieg. So folgte dann zur Spielzeit 2018 sein Wechsel zu Strømsgodset IF. Wo er nun wieder in der ersten Spielklasse bis August 2019 auflief. Hieran anschließend folgte dann ein Wechsel zu Kristiansund BK, was ihn jedoch auch wieder in die zweite Liga versetzte.
Nach dem Ablauf der Saison 2020 wechselte er erstmals ins Ausland und schloss sich in Saudi-Arabien dem Damac FC an. In der Saudi Professional League kam er in deren zweiten Saisonhälfte ab Januar 2021 dann jedoch auch nie über den Status als Einwechselspieler hinaus und erzielte auch wieder nur zwei Tore. Hier sogar auch in einer Partie. So kehrte er im August 2021 auch ablösefrei nach Norwegen zurück, diesmal zum FK Bodø/Glimt, mit welchen er im Anschluss an die Saison 2021 dann auch erstmals einen Meistertitel feiern durfte. Bereits hier war er mit insgesamt sechs Toren am Titelerfolg durchaus beteiligt gewesen. Diesen Wert verbesserte er aber auch noch in der darauffolgenden Spielzeit 2022, in welcher er mit insgesamt 25 Toren allein in der Liga, deren bester Torschütze wurde. Im laufenden Jahr 2022 landete er auf der ESM Golden Shoe-Rangliste auf dem zweiten Platz, nur überholt von seinem Landsmann Erling Haaland. Diesmal verpasste er mit seinem Klub den Meistertitel zwar nur auf dem zweiten Platz jedoch mit einem deutlichen Punkteabstand.
Im Februar 2024 wechselte Pellegrino zu den San José Earthquakes.